# Morozivka, Malîn
Morozivka (în ucraineană Морозівка) este localitatea de reședință a comunei Morozivka din raionul Malîn, regiunea Jîtomîr, Ucraina.

## Demografie
Componența lingvistică a localității Morozivka
     Ucraineană (96,1%)
     Rusă (3,03%)
     Alte limbi (0,87%)
Conform recensământului din 2001, majoritatea populației localității Morozivka era vorbitoare de ucraineană (96,1%), existând în minoritate și vorbitori de rusă (3,03%).